# Antoine de Lamothe-Cadillac
Antoine de Lamothe-Cadillac o Antoine Laumet de La Mothe, señor de Cadillac (Saint-Nicolas-de-la-Grave, 5 de marzo de 1658 - Castelsarrasin, 16 de octubre de 1730) fue un explorador francés de la Nueva Francia, el territorio norteamericano que iba del este de Canadá hasta el golfo de México, en la desembocadura del río Misisipi. 
Llegó con 25 años a América. En 1683, partiendo de una modesta situación como trampero y comerciante de alcohol y pieles, consiguió una importante posición política en la colonia francesa de Acadia. Fue comandante de Fort de Buade, actualmente St. Ignace (Míchigan), en 1694. En 1701, fundó el Fort Pontchartrain du Détroit, el origen del actual Detroit, que gobernó hasta 1710. Fue el tercer gobernador francés de Luisiana. Estuvo encarcelado durante unos meses en Quebec en 1704, y después en la Bastilla cuando volvió a Francia en 1717. Murió en Castelsarrasin.
William H. Murphy y Henry M. Leland, fundadores de la compañía de automóviles Cadillac le rindieron homenaje al usar su nombre en el escudo de esta compañía en 1902. Hay varios topónimos con su nombre en Norteamérica como la Montaña Cadillac en Maine o la ciudad de Cadillac (Míchigan).